# Красная звезда (роман)
«Красная звезда» — роман-утопия о Марсе Александра Богданова. Впервые был опубликован в петербургском издательстве «Товарищество художников печати» в 1908 году, переиздавался в 1918 и 1929 годах. Представляет собой одну из последних классических утопий.
Богданов являлся активнейшим участником Российской социал-демократической рабочей партии (в 1898—1909 годах), был одним из лидеров первой русской революции и писал свои романы как популярное изложение своих философских и политических взглядов.

## Сюжет
В разгар революции к революционеру Леониду приходит неблизко знакомый ему и странно выглядящий товарищ по партии и делает предложение о путешествии на Марс. Оказывается, этот товарищ — марсианин, один из группы, некоторое время находящейся на Земле с целью изучения возможности получения необходимых для их цивилизации энергетических ресурсов.
Марсианин убеждает Леонида в истинности своих слов показом своего настоящего облика: до того он скрывал его с помощью тщательно сделанной маски (главное отличие марсиан — огромные глаза, необходимые в условиях марсианской малой освещённости, на широкой верхней части лица и узкая нижняя) и демонстрацией некоторых достижений инопланетной науки.
В аппарате, использующем принцип антигравитации для отрыва от Земли, и энергию, получаемую из радиоактивных элементов для движения, герой вместе с марсианским экипажем отправляется на Марс. Уже на космическом аппарате Леонид начинает знакомиться с достижениями науки, языком и социальным устройством Марса. Хозяева любезно всё ему показывают и разъясняют. Землянин посещает различные города, учреждения и предприятия Марса.
Социальное устройство на Марсе — коммунизм. Все работают сознательно, переходя с одного предприятия на другое по мере необходимости в том или другом продукте. Полное равноправие полов, отсутствие классов, свободные сексуальные отношения, нет частной собственности и т. д.
Леонида в основном сопровождает один из членов экипажа космического корабля — Нэтти, который оказывается женщиной (что было незаметно, так как нет различия между полами ни в одежде, ни в обращении, ни в именах). У героя возникает с нею роман.
В конце концов, герой узнаёт, что марсианское общество обсуждает проблему нехватки энергетических ресурсов — радиоактивных материалов, которые в изобилии есть на Земле. Одна из сторон обсуждения предлагает для этого колонизировать Землю, но, так как земное человечество в силу его эгоистичности не отдаст ресурсы добровольно, предполагается полностью его уничтожить. Другая сторона предлагает освоить Венеру, где радиоактивных материалов ещё больше, но из-за очень сложных природных условий разработка их очень рискованна. Выясняется, что самым авторитетным сторонником уничтожения земного человечества является ещё один член экспедиции на Землю — Стэрни. Мэнни и Нэтти — против этого плана.
Леонид наблюдает обсуждение проблемы Земли. После споров Нэтти предлагает как альтернативу экспедицию на Венеру.
Психическое состояние Леонида, удручённого тоской по Земле, ухудшается, он встречается со Стэрни, и споря с ним, выходит из себя и убивает оппонента.
Дальнейшее герой помнит смутно, его не арестовывают, но лечат от его состояния, затем его отправляют на Землю. Вскоре он приходит в себя в психиатрической лечебнице, принадлежащей товарищу по партии — Вернеру. Революция в России к тому времени потерпела поражение.
Леонид собирается бежать из лечебницы. Готовясь к побегу, он записывает свои воспоминания о Марсе, чтобы оставить их Вернеру.
Заканчивается роман письмом доктора Вернера «литератору Мирскому», в котором он рассказывает о том, как после успешного для революционеров боя, в его лечебницу, превращённую в госпиталь, приносят раненного Леонида, вскоре его навещает Нэтти и забирает себе на квартиру. Посетив эту квартиру через некоторое время, Вернер не находит там ни Нэтти, ни Леонида, а только прощальную записку от них. Далее доктор пишет об успешном ходе революции и надежде на её скорую победу.

## Персонажи
- Леонид (Лэнни, как называют его марсиане) — главный герой, социал-демократ;
- Анна Николаевна — подруга Леонида в начале книги, революционерка;
- Мэнни — марсианский космонавт, авторитетный учёный;
- Нэтти — марсианская женщина-космонавт, врач и учёный, становится подругой Леонида на Марсе;
- Стэрни — марсианский космонавт, математик, бывший муж Нэтти;
- Летта — пожилой марсианский космонавт, погибает на космическом корабле по пути к Марсу, во время неудачного химического опыта;
- Энно — марсианский космонавт, астроном, подруга Нэтти, бывшая жена Мэнни;
- Нэлла — воспитатель, мать Нэтти;
- Вернер — врач, глава психиатрической лечебницы, где находится Леонид после возвращения на Землю, революционер;
- Владимир — пациент клиники Вернера, рабочий, помогает Леониду готовить побег из неё.

## Научно-технические достижения марсиан/предсказания Богданова
Так как, по мнению Богданова, существуют объективные законы развития жизни и общества, то общество развивается по одному пути, где бы оно ни находилось. Жизнь и человечество на Марсе возникли раньше, чем на Земле, поэтому марсиане находятся на более высокой стадии развития, чем земное человечество. Таким образом, их научные и технические достижения — это будущие достижения цивилизации Земли.
- Космические путешествия.
- Реактивные двигатели.
- Использование ядерной энергии.
- Телевидение.
- Стереоскопическое телевидение.
- Компьютеры.
- Автоматизация производства.
- Синтетические материалы.
- Переливание крови.

В описании космического путешествия Богданов предусматривает постепенные разгон и торможение, невесомость при отсутствии ускорения/малом ускорении, также автор описывает устройство «этеронефа». (См. разбор в книге проф. Н. А. Рынина «Межпланетные сообщения. Вып. 2. Космические корабли в фантазиях романистов», 1928)

## Продолжение романа «Красная звезда» — «Инженер Мэнни»
Роман А. Богданова «Инженер Мэнни» (1913) является продолжением его утопии «Красная звезда». Герой романа Леонид излагает предысторию зарождения коммунистического движения на Марсе во время строительства Великих каналов.
Роман «Инженер Мэнни» является популяризацией научных идей А. Богданова об «организационной» науке, изложенных им позднее в труде «Тектология» (1913—1922). Роман и изложенные в нём философские взгляды Богданова на процесс развития общества подверглись жёсткой критике со стороны Ленина, и после начала процессов по фракциям в 1929 году роман не переиздавался. Лишь спустя 60 лет роман был издан в сокращённом варианте.
Как отмечает исследователь творческого наследия А.А. Богданова проф. ВШЭ Георгий Джемалович Гловели, второй роман "существенно более слабый", чем первый.
Он появился в контексте нового витка русских споров об общественной роли интеллигенции.

## Послесловие 1923 года к роману
Написано для издания грузинского перевода «Красной звезды». Богданов излагает, «какие новые указания наметились за это время относительно вероятных форм жизни будущего общества». Он выделяет три «предвидения»: об использовании внутриатомной энергии, саморегулирующихся механизмов (пример — торпеда) в производстве, универсально-организационной науки.

## Рецепция
Как отмечает проф. ВШЭ Георгий Джемалович Гловели, первые читатели романа увидели в нем «ласточку на скорое возрождение революции».
Эвальд Ильенков, в пересказе Ф. Михайлова, утверждал, что "романы Богданова — «Красная звезда» и «Инженер Менни» — утопия, осуществлённая нами и у нас в стране.

## Критика
- Гловели Г. Д. «Социализм науки»: Мёбиусова лента А. А. Богданова. — М.: Знание, 1991. — 64 с. — (Новое в жизни, науке, технике. Сер. «Теория и практика социализма»; № 11). — ISBN 5-07-002186-9
- Гловели Г. Д., Синельникова Г. С. Отблески «Красной звезды» в советологии // Вестник Международного института А. Богданова. — 2002. — № 1 (9).
- Новосёлов В. И. Марсиане из-под Вологды. — Вологда: Ардвисура, 1994. — ISBN 5-88459-006-7